# Соријано Калабро (Вибо Валенција)
Соријано Калабро (итал. Soriano Calabro) је насеље у Италији у округу Вибо Валенција, региону Калабрија.
Према процени из 2011. у насељу је живело 2424 становника. Насеље се налази на надморској висини од 193 м.

## Географија
| Клима (Соријано Калабро)   | Клима (Соријано Калабро) | Клима (Соријано Калабро) | Клима (Соријано Калабро) | Клима (Соријано Калабро) | Клима (Соријано Калабро) | Клима (Соријано Калабро) | Клима (Соријано Калабро) | Клима (Соријано Калабро) | Клима (Соријано Калабро) | Клима (Соријано Калабро) | Клима (Соријано Калабро) | Клима (Соријано Калабро) | Клима (Соријано Калабро) |
| Показатељ \ Месец          | .Јан.                    | .Феб.                    | .Мар.                    | .Апр.                    | .Мај.                    | .Јун.                    | .Јул.                    | .Авг.                    | .Сеп.                    | .Окт.                    | .Нов.                    | .Дец.                    | .Год.                    |
| -------------------------- | ------------------------ | ------------------------ | ------------------------ | ------------------------ | ------------------------ | ------------------------ | ------------------------ | ------------------------ | ------------------------ | ------------------------ | ------------------------ | ------------------------ | ------------------------ |
| Средњи максимум, °C (°F)   | 14,2 (57,6)              | 14,4 (57,9)              | 15,8 (60,4)              | 17,9 (64,2)              | 22,4 (72,3)              | 26,1 (79)                | 28,8 (83,8)              | 29,6 (85,3)              | 26,8 (80,2)              | 23,0 (73,4)              | 18,8 (65,8)              | 15,6 (60,1)              | 29,6 (85,3)              |
| Средњи минимум, °C (°F)    | 10,1 (50,2)              | 9,9 (49,8)               | 10,7 (51,3)              | 12,3 (54,1)              | 16,1 (61)                | 19,8 (67,6)              | 22,3 (72,1)              | 23,0 (73,4)              | 20,5 (68,9)              | 17,3 (63,1)              | 14,0 (57,2)              | 11,5 (52,7)              | 9,9 (49,8)               |
| Количина падавина, mm (in) | 64 (25,2)                | 68 (26,8)                | 54 (21,3)                | 47 (18,5)                | 23 (9,1)                 | 15 (5,9)                 | 15 (5,9)                 | 22 (8,7)                 | 37 (14,6)                | 61 (24)                  | 68 (26,8)                | 86 (33,9)                | 560 (220,7)              |
| [ тражи се извор ]         |                          |                          |                          |                          |                          |                          |                          |                          |                          |                          |                          |                          |                          |

## Становништво
| 1931. | 1936. | 1951. | 1961. | 1971. | 1981. | 1991. | 2001. | 2011. |
| ----- | ----- | ----- | ----- | ----- | ----- | ----- | ----- | ----- |
| 3.984 | 4.095 | 4.240 | 4.009 | 3.754 | 3.103 | 3.240 | 3.068 | 2.472 |